# Grandes Antilhas

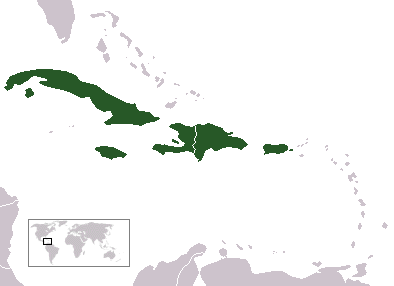
As Grandes Antilhas destacadas em verde no Mar do Caribe, América Central.

As Grandes Antilhas é a denominação para as quatro maiores ilhas que se encontram no norte do Caribe (ou Mar das Caraíbas). São elas:
- Cuba;
- Hispaniola (dividida entre Haiti e a República Dominicana);
- Jamaica;
- Porto Rico.

## Divisão político
As pequenas grandes Antilhas estão divididas do ponto de vista administrativo em 4 países independentes e um Estado Livre Associado. 
| País                 | Área (km²) | População (est. 2005) | Densidade (por km²) | Capital        | Idiomas                    |
| -------------------- | ---------- | --------------------- | ------------------- | -------------- | -------------------------- |
| Cuba                 | 110 000    | 11 346 670            | 102,4               | Havana         | espanhol                   |
| República Dominicana | 48 730     | 8 950 034             | 183,7               | Santo Domingo  | espanhol                   |
| Haiti                | 27 750     | 10 911 819            | 292,7               | Porto Príncipe | francês e crioulo haitiano |
| Jamaica              | 10 991     | 2 731 832             | 248,6               | Kingston       | inglês                     |
| Porto Rico (EUA)     | 9 104      | 3 916 632             | 430,2               | San Juan       | espanhol e inglês          |
| Total                | 207 435    | 35 066 790            | 169,05              |                |                            |